# Anisozyga lonias
Anisozyga lonias är en fjärilsart som beskrevs av Louis Beethoven Prout. Anisozyga lonias ingår i släktet Anisozyga och familjen mätare. Inga underarter finns listade i Catalogue of Life.